# Distretto di Bydgoszcz
Il distretto di Bydgoszcz (in polacco powiat bydgoski) è un distretto polacco appartenente al voivodato della Cuiavia-Pomerania.

## Geografia antropica

### Suddivisioni amministrative
Il distretto comprende 8 comuni.
- Comuni urbano-rurali: Koronowo, Solec Kujawski
- Comuni rurali: Białe Błota, Dąbrowa Chełmińska, Dobrcz, Nowa Wieś Wielka, Osielsko, Sicienko